# Nello Carotenuto
Pour les articles homonymes, voir Carotenuto.
Nello Carotenuto, né à Rome le 8 octobre 1876 et mort dans la même ville le 16 décembre 1937, est un acteur italien.

## Biographie
Nello Carotenuto joue dans un premier film muet en 1913, Capricci di gran signore (it). Ses apparitions majeures sont en 1915 dans La mano troncata (La Main coupée), en 1918 dans I topi grigi (it) (La Souris grise) et en 1920 dans I cancelli della morte (Les Portes de la mort) et dans La Sacra Bibbia (it) (La Sainte Bible). Son dernier film est un film sonore qui présage du néoréalisme, 1860 en 1934.
Nello Carotenuto est le père des acteurs Memmo et Mario Carotenuto.

## Filmographie partielle
- 1913 : Capricci di gran signore d'Umberto Paradisi
- 1914 : L'esplosione del forte B.2 d'Umberto Paradisi
- 1914 : Gli abitatori delle fogne d'Umberto Paradisi
- 1915 : Ettore Fieramosca de Domenico Gaido et Umberto Paradisi
- 1915 : La mano troncata d'Umberto Paradisi
- 1915 : Il castello del fuoco d'e Umberto Paradisi
- 1918 : I topi grigi d'Emilio Ghione
- 1918 : Perfido incanto d'Anton Giulio Bragaglia
- 1919 : La leggenda dei tre fiori d'Edoardo Bencivenga
- 1919 : I cancelli della morte de Pietro Pesci
- 1920 : L'ultima fiaba de Polidor
- 1920 : La sacra bibbia de Pier Antonio Gariazzo et Armando Vey
- 1922 : Nero de J. Gordon Edwards
- 1929 : La locandiera de Telemaco Ruggeri
- 1934 : 1860 d'Alessandro Blasetti